# John Fitz Richard (Vains)
John Fitz Richard (Latín medieval: John FitzRichard dit Monoculus, c. 1056-1138) fue un noble caballero anglonormando, señor de Vains, Normandía, y barón de Saxlingham, que siguió a Guillermo el Bastardo tras la conquista de Inglaterra. Su apodo monoculus se debía a que perdió un ojo o era tuerto. Era hijo de Richard fitzRanulf (c. 1025-1061) y sobrino de Waleran fitzRanulf, cuyo padre Ranulf el Tesorero había comprado el molino de Vains, Normandía, en 1035. John, que aparentemente nació en 1056, se apoderó del molino de Vains, en 1076 pues parece que hubo una incidencia en la compra-venta. La corte real de Guillermo I de Inglaterra falló en contra de la confiscación, devolviendo el molino a la abadía de Mont-Saint-Michel. En el Libro Domesday (1086) se le cita como John, sobrino de Waleran, posiblemente porque durante el censo de propiedades John era menor de edad, con feudos y propiedades en Carbrooke, Hunstanton, Ringstead, Rushford, Saxlingham, Thurton, Walpole (St Andrew y St Peter) en Norfolk y Elsenham en Essex. También ocupó como feudatario principal: Brettenham, Griston y West Carbrooke en Norfolk.

## Herencia
Se desconoce el nombre de su esposa, pero las crónicas contemporáneas mencionan a varios hijos:
- Pain fitzJohn, sheriff de Herefordshire y Shropshire. Justiciar de Enrique I de Inglaterra;
- Eustace fitz John, condestable de Cheshire;
- William fitzJohn (c. 1102-1133);
- Adeliza [Alice] fitzJohn (c. 1104-1138), abadesa de la abadía de Barking;
- Agnes fitzJohn (m. 1185), esposa de Roger de Valoignes, señor de Benington (c. 1091-1141), un hijo de Pierre de Valognes.